# Sant Jaume de Rocamora (Pontils)
Sant Jaume de Rocamora és una església de Rocamora al municipi de Pontils (Conca de Barberà) inclosa a l'Inventari del Patrimoni Arquitectònic de Catalunya.

## Descripció
És un edifici construït amb carreus petits sobre planta rectangular, de nau única coberta amb volta de canó apuntada. Al segle xiv s'hi afegí una capella de planta quadrangular que sobrepassa l'amplada de la nau, coberta amb volta de creueria. La clau d'aquesta volta presenta un escut amb tres franges en el camper, probablement de la família Guimerà. S'accedeix a l'interior per una porta oberta a la façana nord, d'arc de mig punt sense cap decoració.